# Agelastica
Genre
Le genre Agelastica comprend des espèces de coléoptères appartenant à la famille des Chrysomelidae.

## Liste des espèces
Selon BioLib (7 juin 2014)
- Agelastica alni (Linnaeus, 1758) — Galéruque de l'aulne ou Chrysomèle de l'aulne
- Agelastica bimaculata (Bertoloni, 1868)
- Agelastica coerulea Baly, 1874
- Agelastica cyanicollis (Jacoby, 1884)
- Agelastica lineata Blackburn, 1888
- Agelastica orientalis Baly, 1878